# Cornielles de Holanda
Cornielles de Holanda, llamado también Cornelis de Holanda, fue un escultor del siglo XVI, de procedencia flamenca y cuyos trabajos están documentados principalmente en Galicia. Intervino en las obras de los retablos para las catedrales de Orense y Lugo, la capilla del Hospital Real de Santiago, y la fachada para la basílica de Santa María la Mayor de Pontevedra.

## Obras
Realizó el retablo de la capilla mayor para la catedral de Orense en 1520, retablo construido con cuatro cuerpos y cinco calles donde se representan escenas de la vida de Jesús y la Virgen María. Destacan las esculturas en mayor tamaño, talladas para la calle central por lo que solo dispone de tres cuerpos, estas imágenes corresponden a San Martín, La Asunción de la Virgen y La Piedad.
También se ocupó de la capilla de San Pedro y San Pablo, llamada del Arcediano, en la iglesia de Santiago de Betanzos, encargada por el arcediano Pedro López de Ben. El retablo plateresco construido por Cornelis encaja a la perfección con la bóveda de estilo gótico tardío atribuida a Guillén de Bourse. El conjunto se completa con los sepulcros del fundador y otros familiares y una reja gótica de hierro fundido atribuida también a Cornelis.
En la catedral de Santa María de Lugo, construyó el retablo del altar mayor, que sufrió graves daños con motivo del terremoto de Lisboa de 1755; los dos fragmentos mayores salvados se encuentran colocados en ambos extremos de la nave del crucero del templo.

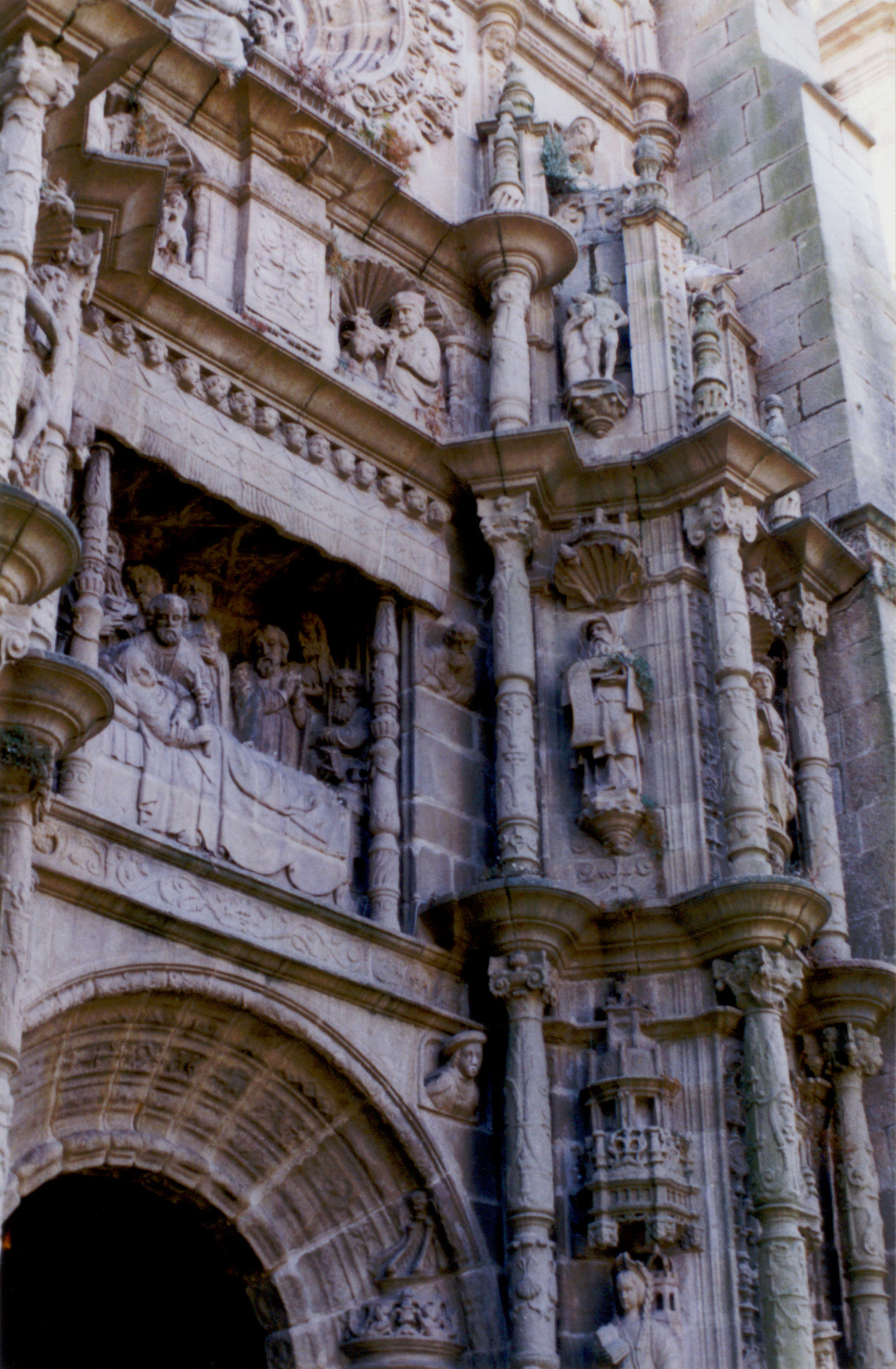
Detalle de la fachada de la Basílica de Santa María.

En la Basílica de Santa María la Mayor de Pontevedra, está documentada su presencia a partir del año 1538, donde se sabe que dio poder a Sebastián Barros para «labrar e hedificar» en la nave del lado nordeste, participó en la portada sur con Jácome García y finalmente en 1540 realizó la gran fachada principal en colaboración con el maestro de obras de la catedral, el portugués Juan Noble «para hacerla entrambos a dos de por medio». Está construida la fachada, a manera de retablo con tres cuerpos y un gran aporte de escultura; parece clara su influencia con la custodia de la catedral de Santiago realizada por Antonio de Arfe.
Presenta entre sus escenas escultóricas:
- La Dormición de la Virgen
- La Asunción y Coronación de la Virgen en la parte central
- La Trinidad arriba
- El Calvario en el remate.

En el Museo Provincial de Pontevedra se encuentra una imagen de San Sebastián atribuido a Cornelis.
En Castilla trabajó en el ensamblaje del retablo mayor de la Iglesia de San Juan Bautista de San Juan de la Encinilla, y sus bocetos se siguieron en la sillería del coro de la Catedral de Ávila.